# 율촌초등학교 송도분교
율촌초등학교 송도분교는 전라남도 여수시에 있었던 공립 초등학교이다.

## 연혁
- 1947. 02.12. 광양군 골약초등학교 송도분교장 인가
- 1968. 07.30. 송도국민학교로 승격(2학급)
- 1969. 03.02. 송도국민학교 개교
- 1973. 07.01. 행정구역 변경으로 여천군 관할로 이관
- 1982. 03.01. 율촌초등학교 송도분교장으로 격하(3학급)
- 2001. 02.28. 통폐합